# Сан-Жозе-дус-Піньяйс
Сан-Жозе-дус-Піньяйс (порт. São José dos Pinhais) — муніципалітет в Бразилії, входить до складу штату Парана. Є складовою частиною мезорегіону Агломерація Куритиба. Входить до економічно-статистичного мікрорегіону Куритиба. Населення становить 263 622 чоловіки (станом на 2007 рік). Займає площу 945,717 км².